# حصار هيرودس الكبير للقدس
حصار هيرودس الكبير للقدس هو الحصار الذي فرضه الإمبراطور الروماني هيرودس على القدس في الفترة ما بين عامي 37-36 قبل الميلاد كخطوة الأخيرة في حملته لتأمين عرش يهودا. وقد تمكن هيرودس بمساعدة القوات الرومانية التي قدمها ماركوس أنطونيوس من الاستيلاء على المدينة وعزل أنتيجونوس الحشموني منهيا بذلك حكم الحشمونيين. ذُكر الحصار في كتابات عدد من المؤرخين القدامى مثل يوسيفوس وديو كاسيوس.

## الخلفية التاريخية
بعد الانتصار الذي حققه في الحرب الميثراداتسية الثالثة، خاض الإمبراطور الروماني بومبي الكبير في عام 63 قبل الميلاد حربًا أهلية في مملكة الحشمونيين بين هيركانوس الثاني وأرسطوبولس الثاني، وغزا يهودا، وعيّن هيركانوس رئيسًا لكهنة يهودا. كانت السلطة الحقيقية أثناء حكم هيركانوس تقع على عاتق رئيس وزرائه أنتيباتر الأدومي. وقد حث أنتيباتر الأدوني هيركانوس في عام 49 قبل الميلاد على الوقوف بجانب يوليوس قيصر أثناء حرب قيصر الأهلية. فمنح يوليوس قيصر بعد انتصاره في الحرب هيركانوس لقب شرفي وعين أنتيباتر نائبًا له. ولم تكد تمضي بضع سنوات، حتى عيّن أنتيباتر أبنائه فاسيل وهيرودس حاكمين عسكريين للقدس والجليل على التوالي. وبعد الحرب الأهلية الرومانية التي أعقبت مقتل يوليوس قيصر، أصبح هيركانوس وأنتيباتر عملاء لمارك أنتوني الذي أصبح حاكمًا لشرق الإمبراطورية الرومانية.
وفي عام 40 قبل الميلاد، قدم أنتيجونوس الثاني الحشموني ابن أرسطوبولس الثاني الأموال للجيش الفرثي لمساعدته على استعادة مملكة الحشمونيين. غزا الفرثيين سوريا الرومانية، واستولوا على يهودا، وأسروا هيركانوس وفاسيل، ونصبوا أنتيجونوس الثاني ملكًا على عرش يهودا. تم قتل هيركانوس وتشويهه، وانتحر فاسيل مؤثرًا ذلك عن الوقوع في أيدي أنتيجونوس الحشموني. وحوصر هيرودوس وعائلته في متسادا، ولكن تمكن هيرودوس من الهرب إلى البتراء. شق هيرودوس طريقه بعد ذلك إلى روما عندما لم يتلق أي مساعدة من الأنباط. وبدعم من مارك أنطوني، أعلن مجلس الشيوخ الروماني هيرودوس ملكًا لليهود، وعاد إلى يهودا للمطالبة بالعرش.
تمكن الجنرال الروماني بوبليوس فينتيديوس باسوس من هزيمة الفرثيين في الفترة ما بين عامي 39-38 قبل الميلاد، وأرسل قواته تحت قيادة بوبايديوس سيلو في انتظار وصول هيرودس. هبط هيرودس في عكا وبدأ حملته ضد أنتيجونوس الحشموني فقام بغزو الجليل، وسار على طول الساحل للاستيلاء على يافا ثم أراح في متسادا، حيث كانت عائلته لا تزال متحصنة. سار هيرودس بعد ذلك باتجاه القدس على أمل الاستيلاء على المدينة ووضع نهاية سريعة للحرب، ثُم اضطر للتخلي عن حصاره للقدس في مواجهة الفساد بين ضباطه الرومان والقوات الرومانية المتمردة ومقاتلي أنتيجونوس، واتجه بدلًا من ذلك إلى قتال المتمردين وقطاع الطرق في يهودا والسامرة والجليل، بينما أرسل شقيقه جوزيف للتعامل مع أدوميا. حصل هيرودس على تعزيزات بعدة جحافل رومانية بحلول أواخر عام 38 قبل الميلاد، وبعد أن حارب عامين من التمرد المضاد، تمكن هيرودس أخيرًا من السيطرة على الجليل والتقدم جنوبًا نحو القدس. حاول أنتيجونوس مواجهة هيرودس في معركة ضارية، وحاول اجتياح كل من أريحا والسامرة، لكن كلا المحاولتين باءتا بالفشل. ونصب هيرودس مرة أخرى معسكرًا له خارج القدس، على الرغم من أن بداية الشتاء أدت إلى توقف العمليات العسكرية.

## الحصار

حصار القدس عام 37 قبل الميلاد

كان هيرودس قد نصب معسكره شمال المعبد بالقرب من سرج يسمح بالوصول إلى أسوار المدينة، وهو نفس الموقع الذي اختاره بومبي قبل 26 عامًا. ذكر جوزيفوس في كتاباته كان لدى هيرودس 30 ألف رجل تحت إمرته، على الرغم من أن التقديرات الحديثة تشير إلى أن العدد الحقيقي كان يقارب نصف هذا العدد، ثُم تلقى تعزيزات بعدة جحافل رومانية بلغت حوال 6000 مقاتل من سلاح الفرسان أرسلهم مارك أنطوني بقيادة جايوس سوسيوس. ومع حلول فصل الربيع، بدأ هيرودس في فرض حصار قوي على المدينة. اتبع المهندسون الممارسات الرومانية، حيث أقاموا سورًا من أبراج الحراسة، وقطعوا الأشجار المحيطة بالمدينة، واستخدموا آلات الحصار والمدفعية. عانى المحاصرون من نقص المؤن، وتفاقمت معاناتهم بسبب المجاعة التي أحدثها عام شميتا، لكنهم مع ذلك كانوا قادرين على الدفاع عن المدينة بشكل فعال، فعبروا من الجدران، ونصبوا كمينًا للقوات المحاصرة وعرقلوا محاولات هيرودس لبناء الأسوار، وقاوموا جهود الرومان للتنقيب تحت الجدران باستخدام الألغام المضادة.
تمكنت قوات هيرودس بعد أربعين يومًا من خرق ما أسماه يوسيفوس بالجدار الشمالي، وكان على ما يبدو جدار القدس الثاني. حيث سقط الجدار الأول بعد 15 يومًا فقط، وسرعان ما تهاوت الساحة الخارجية للمعبد أيضًا وقام أنصار أنتيجونوس بإحراق أروقة الهيكل الخارجية، بينما حصن أنتيجونوس نفسه في القلعة المعروفة باسم قلعة باريس، وتُرك المدافعون ممسكين بالفناء الداخلي للمعبد ومدينة القدس العليا (الربع الجنوبي الغربي من المدينة). ناشد هؤلاء المُحاصرين هيرودس للسماح بمرور الحيوانات وغيرها من القرابين إلى المعبد من أجل استمرار الذبائح. استغل أنتيجونوس أثناء الحصار افتقار هيرودس إلى النسب كدعاية ضده واصفًا إياه بعامة الناس والإيدوميين، أي نصف اليهودي، متشككًا علنًا في حق هيرودس في العرش. فامتثل هيرودس للمطالب خوفا على شرعيته وشعبيته، ولكن مع مرور الوقت فقد ثبت عدم جدوى إجراء المزيد من المفاوضات، وهاجمت قوات هيرودس المدينة بعد أن اقتحموا القدس وعلى الرغم من توسلات هيرودس لضبط النفس، فقد تصرفت القوات دون رحمة، ونهبت وقتلت كل من في طريقها، مما دفع هيرودس إلى تقديم شكوى إلى مارك أنطوني. حاول هيرودس أيضًا منع الجنود الرومان من تدنيس الحرم الداخلي للمعبد، وفي النهاية قام برشوة سوسيوس وقواته حتى لا يتركوه ملكًا للصحراء.

## التداعيات
استسلم أنتيجونوس لسوسيوس في النهاية، وأرسل إلى مارك أنطوني للمشاركة في موكب النصر في روما. ولكن خشي هيرودس أن يحظى أنتيجونوس أيضًا بالدعم في روما، فقام برشوة مارك أنطوني لإعدام أنتيجونوس. أدرك أنطوني أيضًا أن أنتيجونوس سيظل تهديدًا دائمًا لهيرودس، فقطع رأس أنتيجونوس الحشموني في أنطاكية، وهي المرة الأولى التي أعدم فيها الرومان ملكًا خاضعًا. كما أعدم هيرودس 45 رجلاً قياديًا من أنصار أنتيجونوس.
اكتمل غزو هيرودس للمملكة بسقوط القدس. وبعد توطيد حكمه، بدأ هيرودس بشكل منهجي في إبادة سلالة الحشمونيين، الذين اعتبرهم بمثابة تهديد مباشر لحكمه، كما أمر بإعدام هيركانوس الثاني آخر الزعماء المنتمين للحشمونيين في عام 30 قبل الميلاد. حكم هيرودس مملكة هيرودوس حتى وفاته في عام 4 قبل الميلاد، وكان ملكًا مخلصًا دائمًا لروما.
قد يكون حصار هيرودس لأورشليم مصدر إلهام لمزمور سليمان رقم 17، وهو أقدم نص يعبر عن توقع مسيح داود. يدين الجزء الأول من المزمور الخطاة اليهود غير الشرعيين الذين اغتصبوا العرش في انتهاك لعهد داود، ووعد الله بأن يأتي من سلالة داود حكام أبديين لإسرائيل. ثم يتم الإطاحة بهؤلاء المذنبين وإنهاء سلالتهم على يد حاكم أجنبي. منذ ذلك الحين، حددت المنح الدراسية هؤلاء الخطاة من سلالة الحشمونيين، بينما اعتبرت أن الحاكم الأجنبي هو بومبي الكبير، وتشير قراءة مغايرة إلى أن بومبي لم يقتل في الواقع آخر الحشمونيين بل أعاد حكمهم، إلى أن أحداث المزمور 17 تصف هيرودس وغزوه للقدس والقضاء اللاحق على سلالة الحشمونيين.